# Poppaea (bướm đêm)
Poppaea là một chi bướm đêm thuộc họ Noctuidae.